# Tui (Spanyolország)
Tui (spanyolul Tuy) egy község Spanyolországban, Pontevedra tartományban. Tui Tomiño, Gondomar, O Porriño, Salceda de Caselas, Salvaterra de Miño és Valença községekkel határos. Lakosainak száma 17 454 fő (2024).

## Népesség
A település népessége az elmúlt években az alábbi módon változott:
| Lakosok száma | 16 089 | 16 303 | 16 948 | 17 262 | 17 230 | 16 884 | 16 860 | 16 701 | 17 375 | 17 454 |
|               | 2001   | 2004   | 2007   | 2009   | 2012   | 2014   | 2017   | 2019   | 2022   | 2024   |